# Radulphe
Radulphe (aussi graphié Radulph, Rodolphe, etc.) était un moine français qui, sans permission de ses supérieurs, quitta son monastère de France et voyagea vers la vallée du Rhin durant la deuxième Croisade (1144-1147), où il prêcha « que les Juifs devaient être massacrés comme ennemis de la religion chrétienne ». À Cologne, Simon dit « le Pieux » fut tué et mutilé ; à Spire, une femme fut torturée pour la convaincre de chrétienté. Des prélats séculiers firent tout ce qu'ils purent pour protéger les Juifs. Arnold, évêque de Cologne, leur donna un château fortifié comme refuge, et leur permit de s'armer ; les croisés se retinrent d'attaquer le château, mais tuèrent tous les Juifs non convertis qui tombaient entre leurs mains. Heinrich Ier Felix von Harburg archevêque de Mayence, admit dans sa maison des Juifs poursuivis par une foule ; la foule se fraya un chemin à l'intérieur, et les tua sous ses yeux.
L'archevêque en appela à Bernard de Clairvaux, le chrétien le plus influent de son temps ; ce dernier répondit par une dénonciation forte de Radulphe, et exigea la fin des violences exercées contre les Juifs. Comme Radulphe poursuivait sa campagne, Bernard de Clairvaux se rendit en personne en Allemagne, « protesta énergiquement contre l'attitude antichrétienne de Radulph » et força le moine à regagner son monastère.
Puis, en 1147, le corps mutilé d'un chrétien fut trouvé à Wurtzbourg ; les chrétiens accusèrent les Juifs du crime et, malgré les protestations de l'évêque Emicho de Linange, les attaquèrent, tuant vingt d'entre eux et en blessant beaucoup plus ; l'évêque enterra les morts dans son jardin.
D'Allemagne, l'idée de Rodolphe de « commencer les croisades à la maison » repassa en France, et des Juifs furent massacrés à Carentan, Rameru et Sully. En Bohême, 150 Juifs furent tués par des croisés. Après que la terreur fut passée, le clergé chrétien local fit ce qu'il put pour aider les Juifs survivants ; et ceux qui avaient accepté le baptême sous la contrainte furent autorisés à revenir au judaïsme sans encourir les sinistres peines de l'apostasie.

## Source
- (en) Cet article est partiellement ou en totalité issu de l’article de Wikipédia en anglais intitulé « Radulphe » (voir la liste des auteurs).